# Oikos

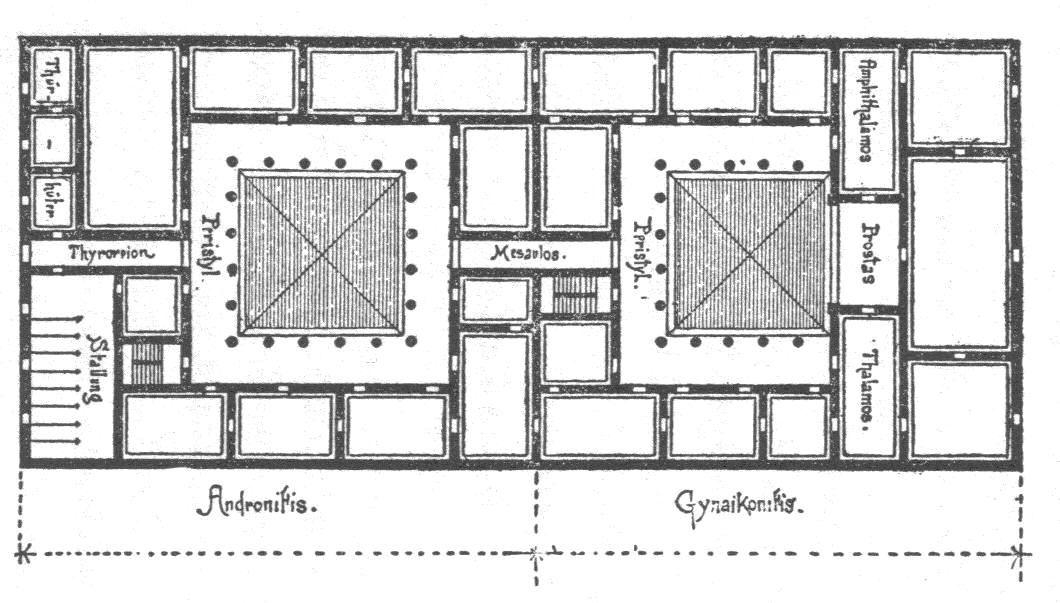
Plano de una casa griega, en De architectura de Vitrubio. En la entrada, el andrón (ανδρῶν, zona masculina), alrededor de un peristilo; al fondo, alrededor de otro peristilo, el gineceo (γυναικεῖον, zona femenina), con el thalamos (θάλαμος, "dormitorio" o lecho marital).

Plano de una casa griega de tipo prostas (προστάς, "antesala"). Otras tipologías eran el tipo pastas (παστάς, "atrio"), el tipo peristylon (περίστυλον) y el tipo megaron (μέγαρον).

La unidad arquitectónica de un pórtico con una sala principal identifica el oikos con el megaron de la Edad del Bronce micénica.

Oikos (griego:οἶκος, plural: οἶκοι), el equivalente al término «casa» en la Grecia Antigua, es el conjunto de bienes y personas que constituía la unidad básica humana previa al surgimiento de las ciudades-estado (polis), incluyendo la familia extendida (más allá de la familia nuclear), desde la cabeza del oikos (el telestai  —generalmente varón mayor de edad y por ello inspirando la figura del paterfamilias romano—) a los ayudantes y los animales que vivían juntos en un marco doméstico. Los grandes oikos incluían extensas explotaciones generalmente agropecuarias las cuales eran también la unidad básica de supervivencia de la economía antigua. 
Oikos es la raíz etimológica de Ecología, -estudio de la relación de los seres vivos y su casa-, Ecuménico - habitar, vivir en la casa propia- y Economía -gestión o administración de la casa-.
El oikos funcionaba como una unidad biológica, antropológica, económica y social autárquica, «era el centro a cuyo alrededor estaba organizada la vida», a partir del cual no solo se satisfacían las necesidades materiales, incluyendo la seguridad, sino también las normas y los valores éticos, los deberes, obligaciones y responsabilidades, las relaciones sociales y las relaciones con los dioses.
El oikos no era solo la familia, era todo el personal de la casa y sus bienes. Dirigir un oikos significaba tanto manejar una granja como el gobierno y mantenimiento de la paz en la familia. Frente a lo aparatoso de los palacios de Menelao o Alcínoo, el de Ítaca es un "palacio de segunda clase", cuya relación con él convierte a Odiseo en "el héroe del oikos".
Estas definiciones se aplican al conjunto de la historia de Grecia desde el siglo VIII al IV a. C.
Aristóteles describe el oikos como una «comunidad constituida naturalmente para la satisfacción de las necesidades cotidianas», cuyos miembros se definen como aquellos que han sido criados con un mismo alimento.
Pero la delimitación aristotélica de las funciones de la casa opera sobre una fluctuación entre dos términos: oikos y oikia (griego: οἰκία), que pueden traducirse de la misma forma, como en el pasaje de la Política (1252b 9-22). Pero oikos y oikia no siempre significaban lo mismo. Jenofonte dice que la primera palabra alude a la casa en el sentido estricto de lugar de residencia, mientras que la segunda denota no solo la casa sino también las propiedades. Pero esta distinción no era aceptada por los autores griegos. Los testimonios de algunos oradores áticos como Isócrates e Iseo indican que oikia podía connotar no solo la casa sino también la familia o la propiedad, de forma que su sentido se oponía al de oikos. De todas formas, en el contexto de la ley ateniense era habitual que oikia significara «casa» y oikos «propiedad» o «familia». También existe un uso de oikos como "pequeño edificio sagrado" (templo griego).
El oikos era la piedra angular de esta sociedad antigua. Sin embargo, en el siglo V a. C. antiguos autores griegos opusieron la naturaleza del oikos con el orden político (cosmos de la polis) que pretendía imponerse; el conflicto entre ambas fue tratada en el teatro trágico griego.

Lo propiamente político de la tragedia no es el conflicto entre las polis o el conflicto de poderes dentro de la polis... sino el conflicto entre la polis y el oikos, ese fundamento arcaico que excede a la ley de la polis y no puede nunca ser completamente sometido a ella. El oikos que es también -significativamente- el radical etimológico de la palabra "economía". ... Pero al mismo tiempo, ya en la Tragedia se pretende la renegación del oikos, del fundamento arcaico y singular, y la necesidad de generalización de un orden exclusivameente "político": de un Logos que se afirma como "consciente" pero activamente humano, que impone una fuerte represión de cualquier fundamento fuera del "discurso".

La relación entre el oikos y la polis no era exclusiva de la polis clásica. Especialmente en la Antigua Atenas, durante el periodo democrático con el paso del domus al demos, la polis se presentaba como un oikos a gran escala, hasta el punto de que el oikos se consideraba una entidad autónoma y al mismo tiempo parte de la polis, no excluida ni opuesta a ella. Sin embargo la corrupción del orden totalitario de la polis provocaría los conflictos y los fracasados intentos de represión.

### Evolución de la  casa griega en el ámbito urbano
Los factores a tener en cuenta, según los arqueólogos C. Messi y F. Prost, son los siguientes:
-  Los materiales empleados, si son originales de la zona o foráneos e importados.
-  El nivel técnico de las  edificaciones.
- La organización Interna de los espacios, las funciones de cada estancia y  las correlaciones con el interior y el exterior.
- Las relaciones entre los espacios privados y las estructuras sociales para ver si hay un reparto según criterios sexuales, por edad o estamento social.

#### La Edad oscura (1200 a.C. – 700 a.C.)
En este periodo es posible ver amplios cambios en la construcción doméstica, tanto en la estructura como en el  concepto de la vida doméstica.
Los casos estudiados documentan sobre el uso de materiales perecederos en la construcción de las viviendas. Se encuentran plantas de diversas formas, ovales, rectangulares, cuadradas, etc. De un solo ambiente, aunque en algunos casos se han hallado viviendas con una compartimentación más compleja pero de reducidas dimensiones
Como ejemplo tenemos el caso de la antigua Esmirna, donde se excavaron restos de una pequeña cabaña, datada hacia el 900 a. C. Hacia el (875-750 a. C.) se impone un modelo de vivienda de planta cuadrada con un zócalo de piedra, posteriormente hacia el (750-650 a. C.) el modelo preponderante será el de planta rectangular y de forma oval. Todas son de  plantas individuales y con problemas para la evacuación de humos.
A partir del siglo VIII a. C. el fenómeno de las colonizaciones impulsa el aumento de los contactos con el exterior, generando pequeños núcleos en las islas. Se tratan de agrupaciones de viviendas de planta rectangular protegida y agrupada por un muro defensivo, mantiene el esquema de tipo megaron, con un hogar interior flanqueado por dos postes y un porche sobre dos pilares o columnas. También se conocen viviendas de planta cuadrada con bancos corridos realizados en piedra (empleados estos como camas, o como alacenas) a modo de ejemplo tenemos el de la isla cicádida de Andros, en Zagora, datado hacia finales del siglo VIII a. C. Las excavaciones arqueológicas nos demuestran que las viviendas mantuvieron su uso durante varias generaciones, realizando ampliaciones. El cambio significativo de este periodo se centra en la evolución hacia un espacio compartimentado, y con funciones específicas de almacenaje o de actividades domésticas.
Los modelos de planta más conocidos datan del siglo VII a. C., como el de Megara Hyblaea o en Naxos, ambos en Sicilia. Se tratan de un conjunto de espacios reunidos  alrededor de una sala central. En otros lugares como el caso de Lathouriza, en la Ática, se han hallado unidades independientes sin comunicación directa, que se han interpretado como diferentes estancias funcionales de una misma célula familiar. La famosa “Casa del jefe”, de plano rectangular y dos anejos redondeados, se ha interpretado que cada estancia debía desempeñar una función diferente, de almacenaje, recepción, trabajo.
En el siglo VI a. C. no se observan grandes novedades en este ámbito doméstico. De este periodo nos encontramos un edificio excavado en el Ágora de Atenas, anterior al Tholos, formado por un patio trapezoidal y dos pórticos. Algunos autores los relacionan con la casa de Pisistrato, siendo esto solo una hipótesis.

#### Época clásica (sigloVa.C.– finalessigloIVa.C.)
En los inicios del siglo V a. C. se producen grandes cambios en lo que arquitectónicamente se refiere, en el campo del ámbito doméstico se realizan una racionalización de los espacios privados en el interior de la casa y en una nueva concepción de la casa. Desde el punto de vista social, la casa refleja los valores de la ciudad y sus contradicciones, como puede ser el hecho de que los ciudadanos solo podían ser propietarios del suelo y de una casa. Por tanto la casa desde el punto de vista simbólico posee un importante valor simbólico. Este nuevo contexto va de la mano de la construcción y distribución de las nuevas ciudades, a modo de ejemplo tenemos Mileto o El Pireo, ya que en estos núcleos se regulan y establecen las dimensiones de las manzanas ocupados por las viviendas, reordenándose en torno a un módulo. Y por ende surge un tipo de estructura que reparte el espacio correspondiente a cada una de las funciones domésticas, asignándole un lugar específico y expresando las nuevas necesidades del espacio doméstico, proporcionando una separación visual de las diferentes actividades tanto a los habitantes de la casa como a los miembros de la comunidad. 

##### Distribución de las casas en la ciudad
No hay un orden establecido en lo que conforma a la construcción de las manzanas, siendo diferentes según las ciudades, en Mileto la manzana mide 290 m 2. En el caso de Olinto (En la  Grecia septentrional), las manzanas eran rectangulares de 300 m 2  que servían de solar a dos  hileras de cinco viviendas, formando núcleos de diez casas de con las fachadas abiertas hacia las dos calles que delimitaban la manzana. En la parte trasera de las viviendas se encontraba un estrecho pasillo de poco más de un metro que las separaba, donde se encontraba el sistema de saneamiento.

##### Organización de las casas el caso de Olinto
Conjuntamente se produce una articulación organizada de los espacios interiores de la vivienda, a estos nuevos se le incorporan algunos modelos anteriores, como los de prostas (Tipo megaron), y de pastas o casa con pórtico. El de Casa a Pastas tenemos representaciones en Olinto, datado sobre el 432 – 348 a. C., año de destrucción por Filipo II.
La planta de las casas se organiza alrededor de tres elementos básicos:
1. Patio y su pasillo de acceso desde la calle.
Hay que destacar el papel del patio en la casa griega, es el verdadero núcleo social de la casa, que concentra las actividades tanto domésticas relacionadas con el fuego como las religiosas alrededor de un altar.
1.Andron o sala de recepción de los hombres
2. Pórtico o pastas, abierto al patio.
3. Cocina
4. Tiendas
Algunas casas de Olinto presentan también pequeñas tiendas abiertas hacia la calle sin comunicación directa con el interior de la vivienda, pudiendo servir para vender los excedentes de la producción doméstica o como tiendas independientes de la casa.
5. Estancia para el aseo (Pueden contener letrinas pero es raro)
La orientación de estos elementos varía según la situación de la casa en su manzana, siempre hacia el Sur, para  favorecer la iluminación e insolación.

##### Las grandes villas griegas
Podemos diferenciar la casa según la condición social de los propietarios, esto se ve muy bien en el número de las salas de recepción, las piezas que hay alrededor del patio o el nivel ornamental. Esto hace que haya mucha diversidad de casas siendo muy difícil encontrar una idéntica a otra en Olinto, como las villas suburbanas más ricas que se distinguían de las  demás por sus mayores dimensiones y el mayor desarrollo de sus programas decorativos, convirtiéndose en  un muestrario de su estatus y poder de los propietarios.
De este tipo tenemos la casa de la Buena fortuna, datada del siglo IV a. C. con una superficie de 440 metros cuadrados. Nos encontramos casas con proporciones aun mayores como el caso de  Eretria (Eubea) que alcanzaron los 625 y los 1260 metros cuadrados. Estaban rodeadas de pórticos, de manera que este patio porticado se convierte en el elemento definitorio de las grandes casas griegas, estas mansiones presentan además una planta con dos partes centrada cada una en torno a un patio. La llamada “casa de los mosaicos”, datada a inicios del siglo IV a. C. hubo tres salas de recepción (andrones) agrupadas alrededor de un peristilo, esto lanza la hipótesis de la separación de los lugares privados y públicos.

##### El espacio doméstico: andron y gineceo, cuestiones de género
Pese a que las fuentes expresan un reparto del espacio doméstico entre sexos, en la realidad arqueológica resulta difícil  establecer estas distinciones. El andron se trata de un espacio exclusivamente masculino, que no es difícil de identificar ya que suele conservar un suelo impermeabilizado, bancos corridos o un umbral descentrado para poder permitir a la disposición de los camastros o lechos. Según María Dolores Mirón Pérez  el oikos se configura  como una unidad de producción y reproducción. De producción como lugar de trabajo, identificando estancias para este fin como son la cocina, las despensas, los almacenes o los talleres. En el caso del Gineceo, es problemático de identificar el lugar donde se hallaría el telar y los instrumentos relacionados, un trabajo exclusivamente femenino y fundamental para la economía doméstica,  los hallazgos de las pesas en diversos lugares de las excavaciones no permite determinar esta estancia con seguridad, pero se piensa que pudo estar en la planta superior lo que permitiría la explicación de que se encuentre disperso, debido a un desplome de la planta superior. A pesar de debate en la casa griega no existiría una verdad era segregación entre hombres y mujeres, donde sí se focaliza la verdadera segregación es entre dentro y fuera del ámbito doméstico.

#### La casa griega en época helenística (sigloIVa.C.–sigloIa.C.)
Priene en Turquía nos ha proporcionado casa datadas de finales del siglo IV a. C. con una gran estancia precedida por un porche in antis, basadas en el megarón. Esta convivencia con fórmulas antiguas se explica  debido a que era costumbre levantar los adobes sobre los zócalos pétreos para conservar la humedad.
El conjunto prototípico de casas de periodo helenístico lo encontramos en Delos, datadas en el siglo II a. C., el sencillo patio se ha convertido en un completo peristilo, habitualmente decorado con columnas dóricas.
Este elemento representa una de las aportaciones arquitectónicas más características del ámbito doméstico de este periodo. En su centro podía contener un pequeño estanque que recorría el agua de lluvia y conducía  una cisterna. Las principales estancias se agrupaban alrededor del peristilo. Una de estas normalmente la de mayores dimensiones y suele contener decorados más cuidados de mosaicos y mármol, esta ostentación se daba en las habitaciones de recepción y de recepción de invitados, en tanto que el resto de los ambientes domésticos estaban mucho menos cuidados. 